# キ23 (航空機)
福田 キ23
- 用途：練習用グライダー
- 分類：上級滑空機（ソアラー）
- 設計者：葉啓聡、木村貫一、藤原三吾
- 製造者：福田軽飛行機
- 運用者

  - 大日本帝国陸軍
  - 大日本帝国海軍
  - 大日本飛行協会ほか
- 運用状況：退役

キ23は、大日本帝国陸軍が試作した滑空機（軍用グライダー）。

## 概要
1935年（昭和10年）頃に陸軍航空技術研究所が福田軽飛行機に対して試作発注を行った並列複座の上級滑空機（ソアラー）で、福田軽飛行機はこの発注に対し葉啓聡、木村貫一、藤原三吾技師らの設計による社内名称「光式6.2型」を製作し、1939年（昭和14年）12月1日に試作機が完成。航技研に納入されたが、日中戦争の勃発に伴い滑空機開発の優先度が引き下げられたため、陸軍に制式採用されることはなかった。
機体は木製骨組に羽布張りで、降着装置として半埋め込み式の単車輪と鼻橇および尾橇を有する。曳航機には石川島飛行機のR-38試作練習機などが使用された。
キ23は不採用に終わったが、民間仕様の光式6.2型は大日本飛行協会などで滑空訓練に用いられた。民間型の価格は1機6,000円。また、1942年（昭和17年）には海軍も特殊輸送機の乗員用の練習機候補として、美津野グライダー製作所で製造された2機の光式6.2型を「ヒカリ式」として購入し、霞ヶ浦飛行場で審査を行ったが、速度不足や主翼の振動などを原因として不採用としている。
また、福田の滑空機とは別に、川崎航空機に対しても「キ23」という試作名称で襲撃機の計画が指示されていたとする資料も存在するが、こちらは中止されている。

## 諸元（キ23）
- 全長：7.6 m
- 全幅：17.0 m
- 全高：1.2m
- 翼面積：21.0 m2
- 自重：250 - 276 kg
- 全備重量：400 - 426 kg
- 最良滑空速度：70.3 km/h
- 乗員：2名